# Линвуд (Калифорнија)
Линвуд (енгл. Lynwood) град је у америчкој савезној држави Калифорнија у округу Лос Анђелес. Заузима површину од 12,6 km². По попису становништва из 2020. у њему је живело 67.265 становника.

## Демографија
Према попису становништва из 2010. у граду је живело 69.772 становника, што је 73 (0,1%) становника мање него 2000. године.
|                   | 2010.           | 2000.           |
| Укупно            | 69 772 (100,0%) | 69 845 (100,0%) |
| Хиспаноамериканци | 60 452 (86,64%) | 57 503 (82,33%) |
| Афроамериканци    | 7 168 (10,27%)  | 9 451 (13,53%)  |
| Белци             | 1 539 (2,206%)  | 2 044 (2,926%)  |
| Азијати           | 457 (0,655%)    | 533 (0,763%)    |
| Остали            | 156 (0,224%)    | 314 (0,450%)    |

## Градови побратими
Линвуд има три града побратима:
- Талпа де Ајенде
- Агваскалијентес
- Закатекас